# Победоносцев, Юрий Кенсоринович
Ю́рий Кенсори́нович Победоно́сцев (1907—1987) — советский инженер-металлург, новатор промышленного производства.

## Биография
Родился 10 августа 1907 года в г. Туринск Тобольской губернии.
Окончил лесной техникум в Уфе в 1928 году, затем в 1928—1935 годах работал в лесной промышленности. С 1939 года являлся членом КПСС.
В 1940 году окончил институт цветных металлов в городе Орджоникидзе, в 1940—1974 годах работал на Балхашском медеплавильном заводе: сменным мастером, начальником отражательного передела, технических руководителем, начальником медеплавильного цеха (1944), с 1952 года — главным инженером БМЗ, с 1958 года — главным инженером Балхашского горно-металлургического комбината. Участвовал в разработке и внедрении новых прогрессивных технологических процессов по увеличению выплавки меди с применением кислорода и комплексному использованию сырья с получением рениевой продукции и серной кислоты из отходящих газов конвертеров.
В 1975 году вышел на пенсию.
Скончался в 1987 году. Похоронен на Старом кладбище города Балхаш.

## Награды и премии
- Герой Социалистического Труда (1966)
- орден Ленина
- Государственная премия СССР (1969) — за разработку и внедрение новых прогрессивных технологических процессов по резкому увеличению выплавки меди с применением кислорода и комплексному использованию сырья с получением рениевой продукции и серной кислоты из отходящих газов конвертеров
- Сталинская премия третьей степени (1950) — за разработку и освоение метода извлечения редкого металла из отходов производства
- заслуженный металлург Казахской ССР